# Archäologisches Museum Hamburg
Das Archäologische Museum Hamburg – Stadtmuseum Harburg (bis 2009 Helms-Museum – Hamburger Museum für Archäologie und die Geschichte Harburgs) in Hamburg-Harburg ist das Landesmuseum für Archäologie, Behörde für Bodendenkmalpflege der Freien und Hansestadt Hamburg und zugleich stadtgeschichtliches Museum für Harburg. Es konzentriert sich auf die Darstellung der norddeutschen Ur- und Frühgeschichte sowie die Präsentation der Stadtgeschichte Harburgs.
Das Museum besitzt – mit mehr als 2,5 Millionen katalogisierten Objekten – eine der umfangreichsten archäologischen Sammlungen Norddeutschlands. Zugleich ist das Museum mit den Aufgaben der staatlichen Bodendenkmalpflege im Bundesland Hamburg und Landkreis Harburg betraut und ist somit unter anderem auch für archäologische Betreuung in diesem Gebiet zuständig.
Das Museum verfügt über zwei Ausstellungsbereiche, im Haupthaus am Museumsplatz 2 (Sonderausstellungen, Bibliothek, zukünftiges Stadtmuseum Harburg) und in dem in unmittelbarer Nähe gelegenen Haus für die archäologische Dauerausstellung (Archäologisches Museum) am Harburger Rathausplatz 5.
Daneben betreut es die Ausstellungsfläche Bischofsturm aus dem 11. Jahrhundert in der Hamburger Altstadt, den Archäologischen Wanderpfad Fischbeker Heide sowie den Burgwall von Hollenstedt als Außenstellen.

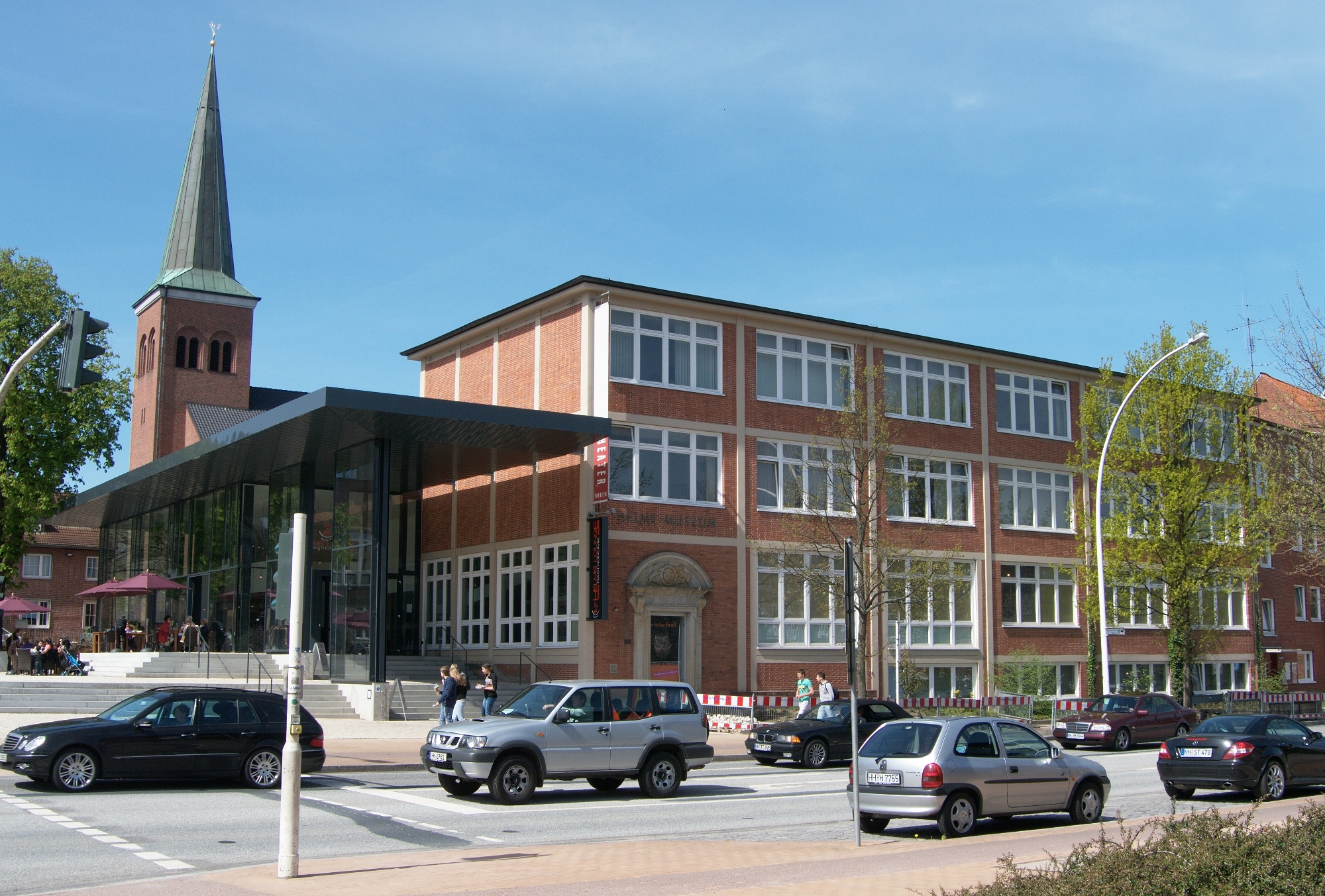
Haupthaus

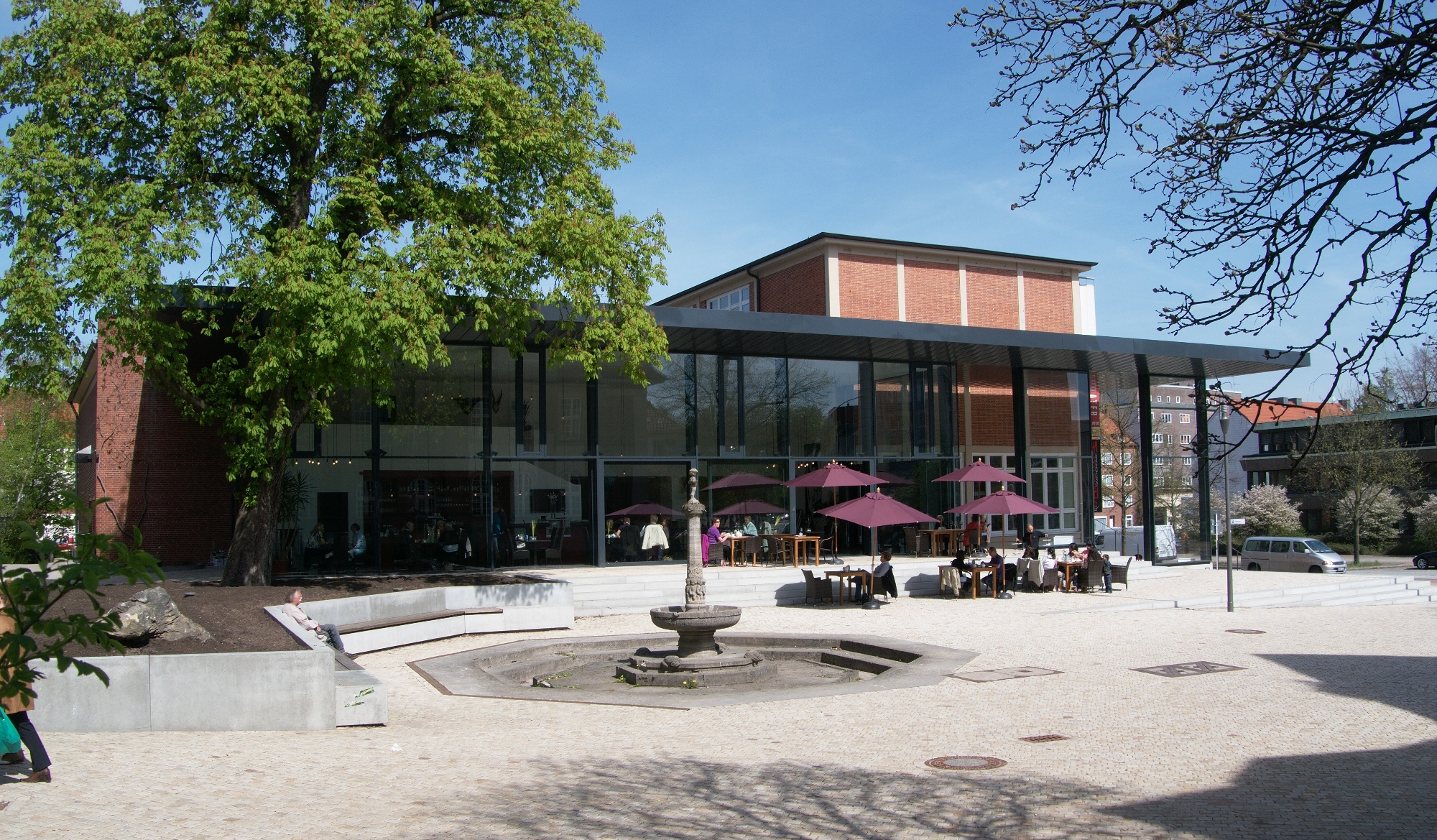
Vorplatz mit dem Thörl-Brunnen

## Haupthaus
Das Haupthaus am Museumsplatz beherbergt neben einer Sonderausstellungsfläche die stadtgeschichtliche Ausstellung (derzeit geschlossen), die Verwaltung, Büros, eine Fachbibliothek und zahlreiche Arbeitsräume wie Restaurierungswerkstätten, Labors und Magazine.
Dem Gebäude ist ein Saal angeschlossen, der vom Harburger Theater genutzt wird und über das gemeinsam genutzte Foyer mit dem dortigen Café zugänglich ist. Neben dem Eingang befindet sich das in die Außenfassade eingelassene Portal des alten Harburger Rathauses. Auch der zuletzt 2007 neugestaltete Weg vom Haupthaus zum Archäologischen Museum und weiter zum Rathaus („Museumsachse“) ist mit einigen Objekten zur Kunst-, Stadt- und geologischen Geschichte, wie dem Herzog-Otto-Stein, einem 30-Tonnen-Findling der Saale-Eiszeit, ausgestattet.

### Stadtgeschichtliche Ausstellung
Die bis 2009 in einem dritten Standort, der alten Harburger Feuerwache, untergebrachte Dauerausstellung zur Harburger Stadtgeschichte ist geschlossen. Neben Sonderausstellungen zur Stadtgeschichte ist die Neueinrichtung einer Dauerausstellung beabsichtigt. Die künftige Ausstellung zeigt die Harburger Stadtgeschichte sowie die Regionalgeschichte der nördlichen Lüneburger Heide bis in das Jahr 1937. Schwerpunkt der Ausstellung ist der Zeitraum zwischen 1527 und 1642, als Harburg Residenzstadt der welfischen Herzöge Otto I., Otto II. und Wilhelm August der Harburger Linie des Hauses Braunschweig-Lüneburg war, in der die Stadt einen wirtschaftlich und kulturell nachhaltigen Aufschwung erlebte. Der danach folgende Ausbau Harburgs zur Garnisonsstadt mit dem Umbau des Schlosses zur Festungsanlage werden ebenso thematisiert wie die industrielle Entwicklung mit der Eisenbahnanbindung und Anlage des Seehafens im 19. und das starke Einwohnerwachstum am Übergang in das 20. Jahrhundert.

### Bibliothek
Die Bibliothek des Archäologischen Museums Hamburg ist die umfangreichste wissenschaftliche Spezialbibliothek zur Archäologie Norddeutschlands. Die Funktion der Präsenzbibliothek besteht in erster Linie in der Versorgung der im Hause beschäftigten Mitarbeiter mit Fachliteratur, darüber hinaus steht sie, nach Anmeldung, auch der Allgemeinheit offen. Der Bestand umfasst die Themengebiete Archäologie, vornehmlich Vor- und Frühgeschichte, mit Schwerpunkt der Hamburger Region, nebst Deutschland und Europa, Harburger Stadt- und Regionalgeschichte, Volks- und Heimatkunde, sowie Grenzgebiete zur Archäologie wie z. B. Geologie und Geographie. Den Benutzern stehen in den Räumen drei Leseplätze und ein EDV-Arbeitsplatz für Recherchen im OPAC, im Internet und für CD-ROM-Anwendungen zur Verfügung. Die Bibliothek verfügte 2009 über einen Gesamtbestand von mehr als 50.000 Bänden sowie 250 laufenden Fachzeitschriften. Der Bestand wird sukzessive digital katalogisiert und kann online recherchiert werden.

## Archäologische Dauerausstellung
Neben der archäologischen Dauerausstellung beherbergt das Gebäude am Harburger Rathausplatz großzügige Räume für die museumspädagogische Arbeit. Unter dem Motto Abenteuer Archäologie – Entdecken. Erleben. Verstehen. präsentiert die Dauerausstellung 200.000 Jahre kulturgeschichtliche Entwicklung der Menschen in Norddeutschland bis ins Mittelalter. Die Exponate sind in die sechs Themenkomplexe Werkstoff, Nahrung, Gewalt, Tod, Innovation und Mobilität gegliedert. Die als künstliche Ausgrabungslandschaft gestaltete Ausstellungsfläche im Erdgeschoss soll vor allem Kinder und Jugendliche ansprechen. Im Obergeschoss werden themenbezogen Funde aus verschiedenen Bereichen des täglichen Lebens präsentiert. Auf einer großflächigen Hamburger S-Bahn-Karte werden ausgewählte Funde aus den verschiedenen Stadtteilen gezeigt, außerdem geben ein Baucontainer und ein kleines Schaumagazin Einblicke in die tägliche denkmalpflegerische Arbeit der Archäologen.
Zu den herausragenden Exponaten der Ausstellung gehören unter anderen das mesolithische Paddel von Duvensee, das Stirnbein des Schädels von Hahnöfersand, die jungsteinzeitliche Schädelbestattung von Metzendorf-Woxdorf, das älteste erhaltene Feingebäck Europas, der Spitzwecken von Ovelgönne, die Überreste des Klapphockers von Daensen, der eisenzeitliche Holsteiner Gürtel von Hamburg-Altengamme, das Grabinventar der Kriegerbestattung Putensen Grab 150 und Kriegerbestattung Hamburg-Marmstorf Grab 216, die Scheibenfibel von Tangendorf, ein Teil eines Bohlenweges aus dem Wittmoor oder die sächsische Dreifach-Pferdebestattung von Wulfsen, die Scheibenfibel von Maschen, das Reitergrab von Schnelsen, die Münzschätze von Asendorf und Luhdorf oder die Kupferbarren von Wittenbergen.

### Museumspädagogik
Ein wichtiger Arbeitsbereich des Museums ist die Museumspädagogik. In drei Räumen bietet das Museum zahlreiche Angebote für Kinder, Schulklassen, aber auch Kurse für Erwachsene. Einer der Räume ist als nachgebildete Höhle eingerichtet, er besitzt abwaschbare Höhlenwände und ist mit einer speziellen Rauchabzuganlage ausgestattet, um beispielsweise gefahrlos das Feuermachen mit historischen Mitteln wie Feuerstein, Feuerstahl, Pyrit und Zunder vorführen zu können. Seit 2012 stellt das Museum einen interaktiven elektronischen Museumsführer als App zum Download bereit. Die App ist kostenfrei und bietet neben Basisinformationen auch eine umfangreiche Guided Tour für die Museumsbesucher.

## Außenstellen
Außerhalb des Haupthauses und der archäologischen Dauerausstellung unterhält das Museum mehrere Außenstellen.

### Archäologisches Fenster Harburg
Im Nachgang der archäologischen Ausgrabungen in der Harburger Schloßstraße wurde 2017 im Erdgeschoss der Hausnummer 39 das Archäologische Fenster eröffnet, an dem in drei Fenstern an Multimedia-Stationen Informationen zur Geschichte der ältesten Straße Harburgs und den Ausgrabungsergebnissen präsentiert werden. Den Besuchern wurde über einen offenen WiFi-Zugangspunkt die Möglichkeit gegeben, ihr Feedback zu den Präsentationen über soziale Netzwerke zu teilen. Seit 2021 ist dieses Angebot nicht mehr verfügbar. An den Koordinaten befindet sich ein kolorierter Druck der Harburg-Ansicht von Matthäus Merian.

### Bischofsturm

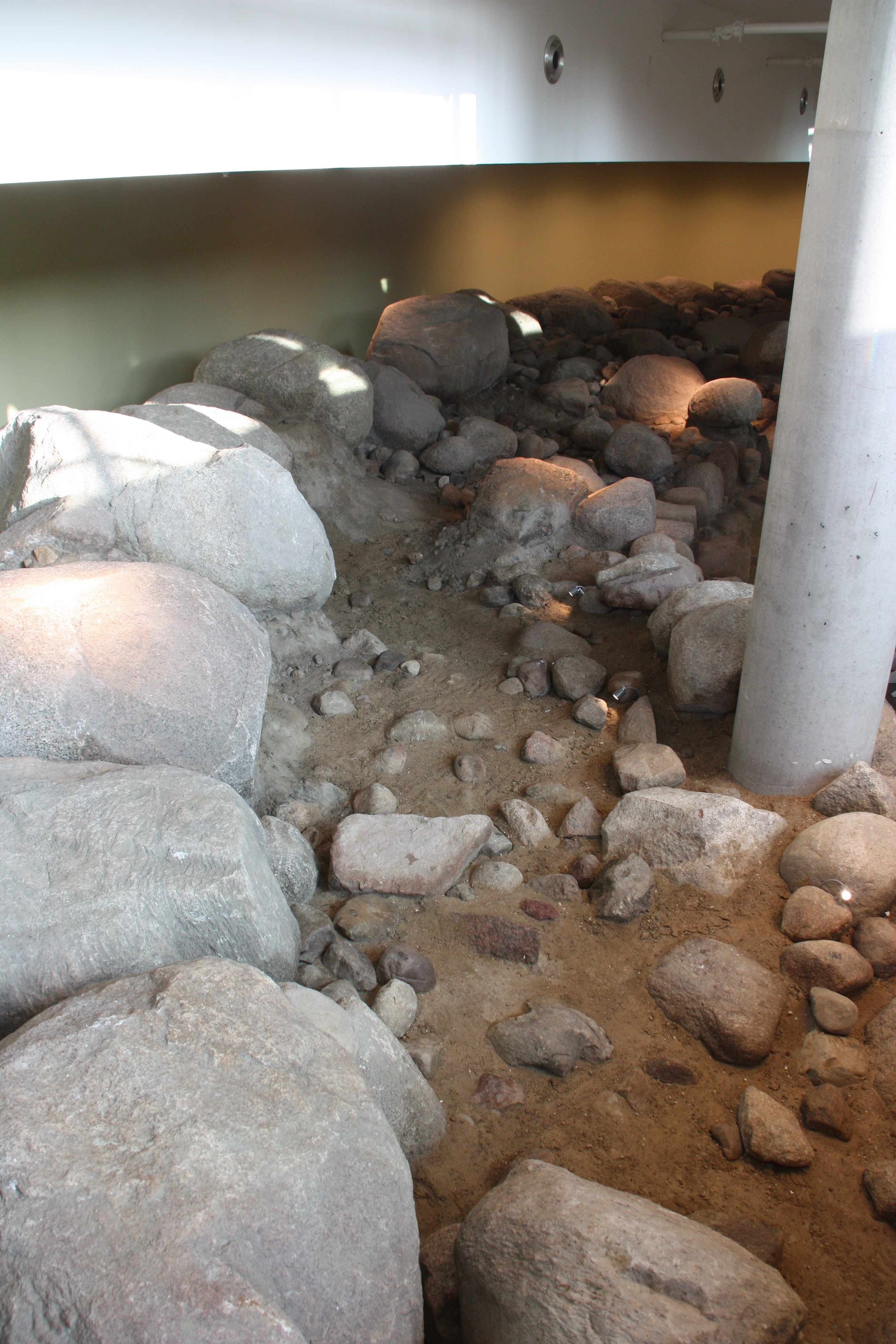
Fundamente des Bischofsturms

Der Schauraum Bischofsturm (auch Bischofsburg) im Untergeschoss des St. Petri-Hofs in der Hamburger Altstadt zeigt die Fundamentreste eines Turmes und einer daneben gelegenen steinernen Brunneneinfassung aus dem 12. Jahrhundert. Der aus Findlingen gesetzte etwa 19 Meter im Durchmesser messende Steinring des Turmfundaments zählt zu den ältesten Steinbauten der Hamburger Altstadt. Er wurde 1962 bei Bauarbeiten entdeckt und aufgrund der Nähe zum Domplatz (heute Hammaburg-Platz) zunächst als Rest einer in alten Chroniken erwähnten „Bischofsburg“ gedeutet. Nach neueren Grabungen in der Umgebung 2008 mussten Datierung und Deutung jedoch korrigiert werden: Die Forscher gehen nunmehr davon aus, dass es sich um die Reste des ältesten Hamburger Stadttores im sogenannten Heidenwall handelt. Seit 1969 ist die Anlage in Form eines Schauraumes im Untergeschoss des St. Petri-Hofes der Öffentlichkeit zugänglich, seit 2023 mit neugestalteter Ausstellung. 

### Archäologischer Wanderpfad in der Fischbeker Heide
Der Archäologische Wanderpfad in der Fischbeker Heide wurde 1975 der Öffentlichkeit übergeben und umfasst die größte geschlossene Gruppe oberirdisch sichtbarer Bodendenkmäler auf Hamburger Gebiet. Auf dem 2002 restaurierten Wanderweg werden an elf Stationen durch Schautafeln Bodendenkmale aus der Jungsteinzeit bis in die Eisenzeit erläutert.

### Burgwall Hollenstedt
Der Burgwall, als Alte Burg oder Karlsburg bezeichnet, befindet sich etwa 1,5 km südlich von Hollenstedt im niedersächsischen Landkreis Harburg. Die ehemalige Ringwallanlage mit einem vorgelagerten Graben liegt am Westufer der Este. Die Niederungsburg mit einem Durchmesser von etwa 80 Meter wurde auf einer von zwei Bächen umflossenen Sandzunge im 9. Jahrhundert errichtet. Der ursprünglich 8 Meter breite und bis zu 4 Meter hohe Wall wurde als Holzkonstruktion mit einer beidseitigen Verblendung aus Soden angelegt. Auf seiner Innenseite lagen Kasematten und mehrere Häuser. Der Zugang lag auf der Westseite, wo ein Bohlenweg in sanftem Bogen über das sumpfige Gelände auf ein Tor zulief. Der Wall wurde 1980 aufgrund von Grabungsergebnissen aus den 1970er Jahren in den Zustand nach Aufgabe der Burg rekonstruiert. Der damalige Ausgräber Claus Ahrens datierte die Burg anhand der Befunde auf das späte 9. Jahrhundert. Abweichend werden die Ergebnisse auch als Bau der Slawen zwischen 804 und 817 gedeutet, als die Abodriten das Gebiet durch Karl den Großen erhielten. Nach Zerstörung durch Feuer wäre die Burg dann nach längerer Zeit, vermutlich durch die Stader Grafen, um 900 wieder aufgebaut worden und später langsam verfallen.

### Harburger Schloss
In der Planung ist die Einrichtung einer dauerhaften Ausstellung zur Entstehungsgeschichte der Stadt Harburg im Kellergewölbe des Harburger Schlosses.

### ArchäoMobil
Seit dem 21. Juli 2022 gibt es eine neue, mobile Außenstelle des Museums mit Bildungsprogramm: das ArchäoMobil. Dies ist eine Art Mini-Museum auf Rädern, das bei öffentlichen Veranstaltungen, an Schulen, Kitas und Bibliotheken Kindern, Jugendlichen und Erwachsenen die Archäologie nahebringen soll. Im Inneren befinden sich 15 archäologische Highlight-Objekte, die angefasst und erlebt werden können. Dazu werden Multimedia-Anwendungen mit Hintergrundwissen und eine kleine Ausgrabung für Kinder angeboten. Das ArchäoMobil ist kostenfrei nutzbar und buchbar und wird gefördert durch die Behörde für Kultur und Medien Hamburg und die Johann-Max-Böttcher-Stiftung.

## Magazine
Das Museum unterhält zwei Großmagazine. Zunächst war der Objektbestand an verschiedenen Standorten ausgelagert. Der Großteil der Objekte war in der alten Feuerwache Harburg unter teilweise konservatorisch wie logistisch ungünstigen Bedingungen untergebracht.

### Archäologisches Zentralmagazin
Das archäologische Zentralmagazin wurde im Jahre 2004 in der ehemaligen Speditions-Lagerhalle im Harburger Traunweg nach dem neuesten Stand der Logistik- und Museumstechnik eingerichtet. Hier lagern überwiegend Großobjekte und Keramikfunde.

### Stadtgeschichtliches Depot
Am 30. Januar 2012 wurde das stadtgeschichtliche Depot in einer ehemaligen Lagerhalle in der Nartenstraße bezogen. Zuvor wurde das 700 m² messende Gebäude renoviert und neu isoliert um die empfindlichen Objekte vor zu großen Temperaturschwankungen zu schützen. Das Gebäude beherbergt weiterhin ein großes Büro und einen gesondert klimatisierten Raum für die umfangreiche historische Fotosammlung des Museums.

## Aufgaben

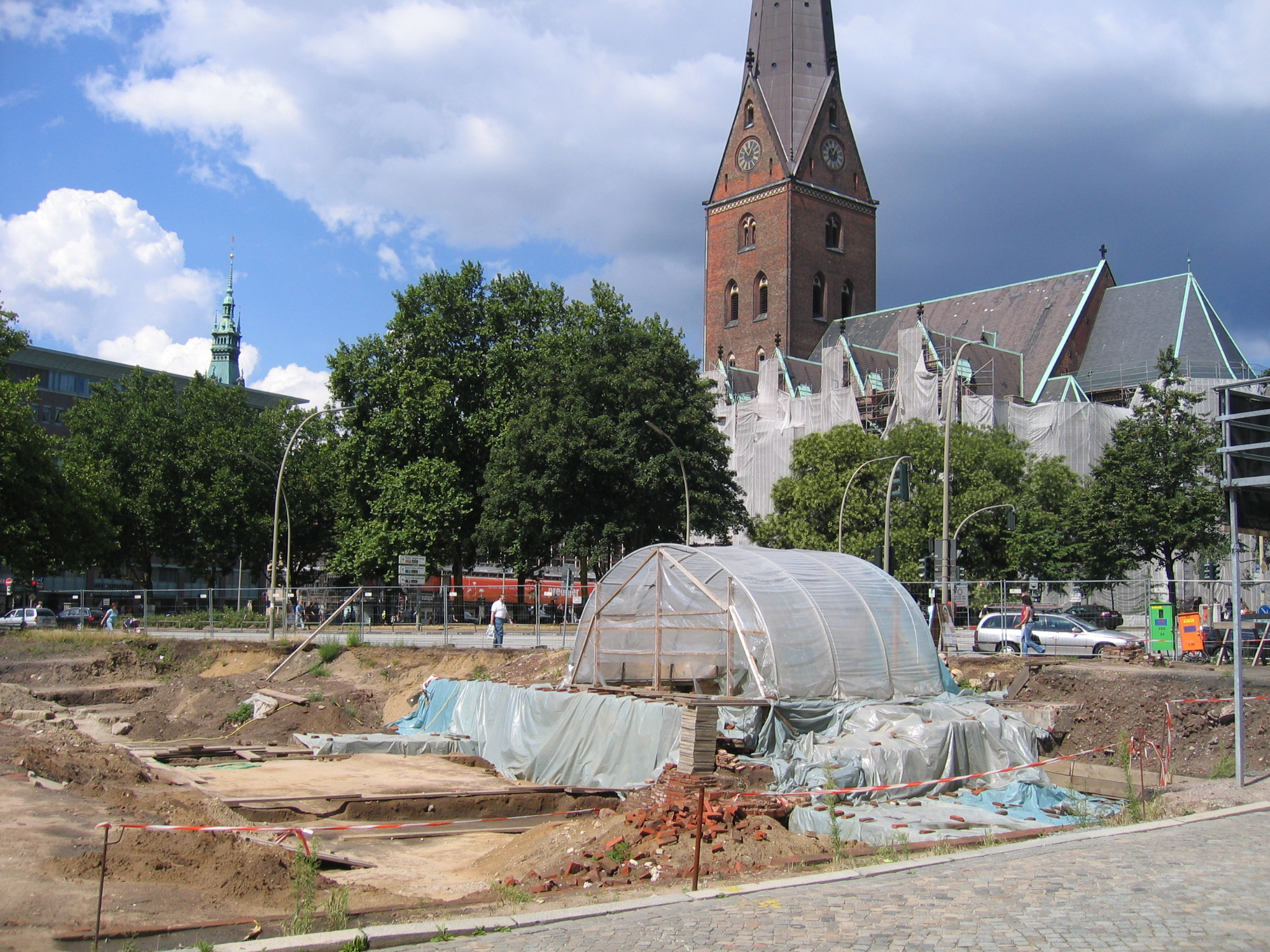
Ausgrabungen auf dem Hamburger Domplatz 2006

Neben der Präsentation und Vermittlung nimmt das Archäologische Museum Hamburg die Aufgaben der staatlichen Bodendenkmalpflege in der Freien und Hansestadt Hamburg sowie mit dem Kreisarchäologen Jochen Brandt im Landkreis Harburg im Bundesland Niedersachsen wahr. Es gibt Stellungnahmen zu Flächennutzungsplänen, Bebauungsplänen und Bauanträgen ab, und berät Bürger in Fragen des Denkmalschutzes. Es führt planmäßige Ausgrabungen sowie Notbergungen durch, wertet diese wissenschaftlich aus und archiviert die Funde und Dokumentation. Archäologische Funde werden im Haus konserviert und restauriert. Darüber hinaus unterhält das Museum eine umfassende Fotosammlung und Ortsakten, in denen die bekannten Bodendenkmale aufgelistet sind. Eine der meistbeachteten Grabungen des Museums war die in den Jahren 2005 bis 2007, die unter dem Motto Mythos Hammaburg durchgeführte Ausgrabung auf dem Domplatz zwischen Speersort und Alter Fischmarkt, dem Standort der ehemaligen Bischofsburg. Seit 2012 führt das Museum im Vorfeld einer Neubebauung umfangreiche Ausgrabungen an der Harburger Schloßstraße durch, die zu den größten und ergiebigsten Stadtkerngrabungen Norddeutschlands gehören.
Gegenwärtig werden alle archäologischen und stadtgeschichtlichen Sammlungsbestände datenbankgestützt inventarisiert, ausgewählte Objekte werden über das Google Art Project via Internet der Öffentlichkeit zugänglich gemacht.
Im Jahr 2022 ernannte das Archäologische Museum Hamburg/Stadtmuseum Harburg in seiner Funktion als Bewahrer und Vermittler der lokalen Geschichte und Kultur den Künstler Ralf Schwinge (* 1990) zum offiziellen „Stadtmaler“ und Chronisten.

## Geschichte des Museums

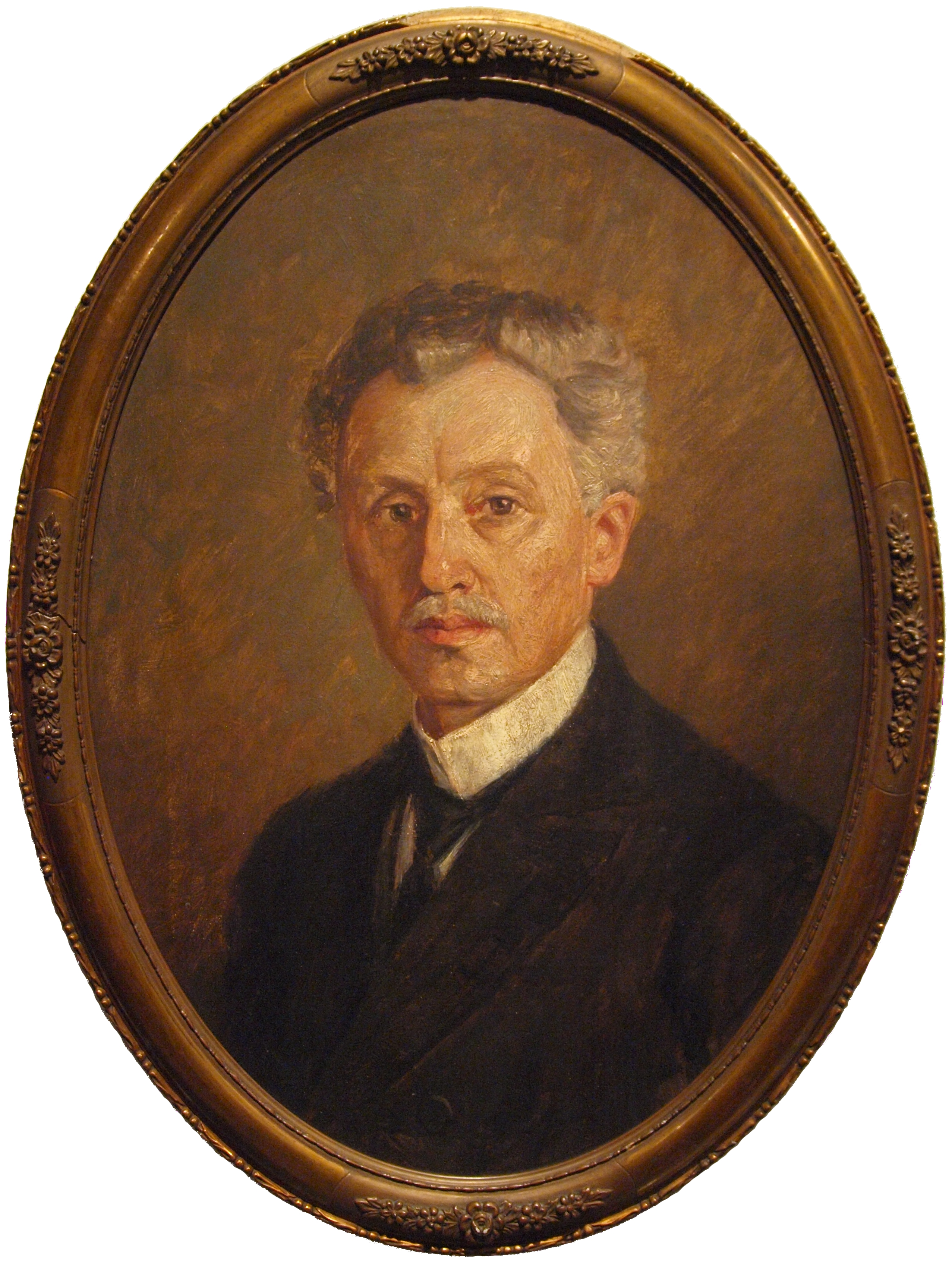
August Helms

Gegründet wurde das Museum 1898 als Museum zu Harburg, von dem Hamburger Kaufmann und späteren Harburger Senator August Helms zusammen mit anderen Personen des öffentlichen Lebens, die sich zu einem Museumsverein zusammenschlossen. Ziel war die Schaffung eines Museums für die damals eigenständige preußische Stadt Harburg (Elbe) und ihren Landkreis. 1902 bezog der Verein einige Ausstellungsräume in einem Schulgebäude am Rathausplatz. 1925 erhielt das Museum durch das Vermächtnis der Söhne des Gründers eine repräsentative Villa an der Buxtehuder Straße als Ausstellungsgebäude und wurde Helms-Museum umbenannt. Die Sammlung bestand zu diesem Zeitpunkt bereits aus über 50.000 Objekten. 1937 wurde das Helms-Museum eine staatliche Institution. 1953 gründete der damalige Direktor Willi Wegewitz das Freilichtmuseum am Kiekeberg als Außenstelle des Museums, welches aber im Jahr 1987 vom Landkreis Harburg erworben wurde. 1955 wurde das heutige Haupthaus als Neubau am Museumsplatz eröffnet, da die ehemalige Villa durch Bomben im Zweiten Weltkrieg zerstört wurde. Der Neubau erhielt zudem noch einen angeschlossenen Theatersaal, der bis heute vom Harburger Theater bespielt wird.
Nach der Neuaufteilung der Zuständigkeiten der Hamburger staatlichen Museen 1972 wurden dem Museum die archäologischen Sammlungsbestände des Museums für Hamburgische Geschichte übertragen und es wurde in Helms-Museum. Hamburgisches Museum für Vor- und Frühgeschichte umbenannt. Seither ist es das einzige archäologische Fachmuseum Hamburgs. 1987 wurde dem Museum ebenfalls die Aufgabe der staatlichen Bodendenkmalpflege in der Stadt Hamburg übertragen, und es erfolgte eine erneute Umbenennung in Hamburger Museum für Archäologie und die Geschichte Harburgs. Helms-Museum. Die archäologische Dauerausstellung wurde aus Platzgründen in ein Gebäude am Harburger Rathausplatz verlagert und die Ausstellungsräume im Haupthaus fortan für Sonderausstellungen genutzt.

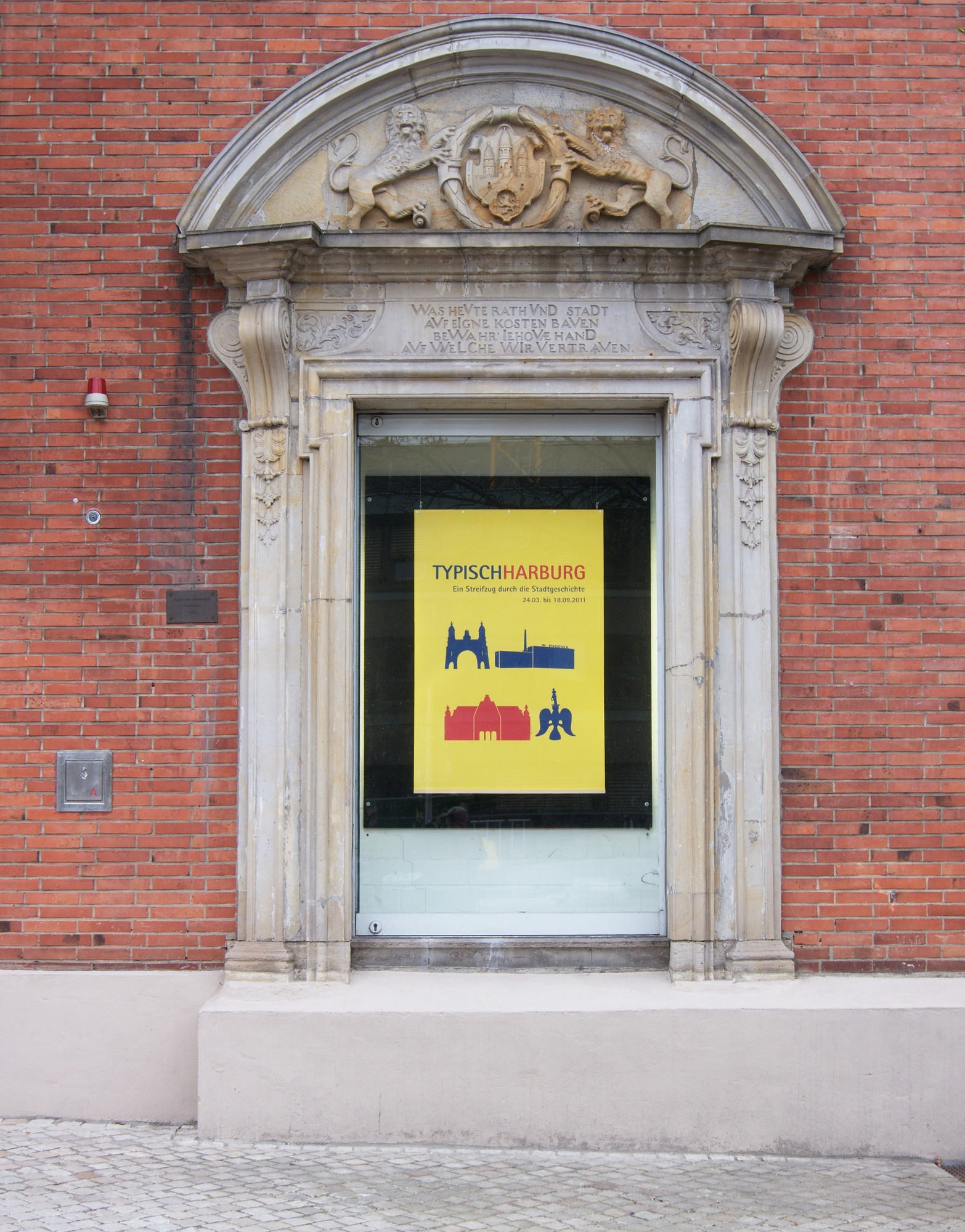
Barockportal des kriegszerstörten Ratskellers/Rathauses am Haupthaus

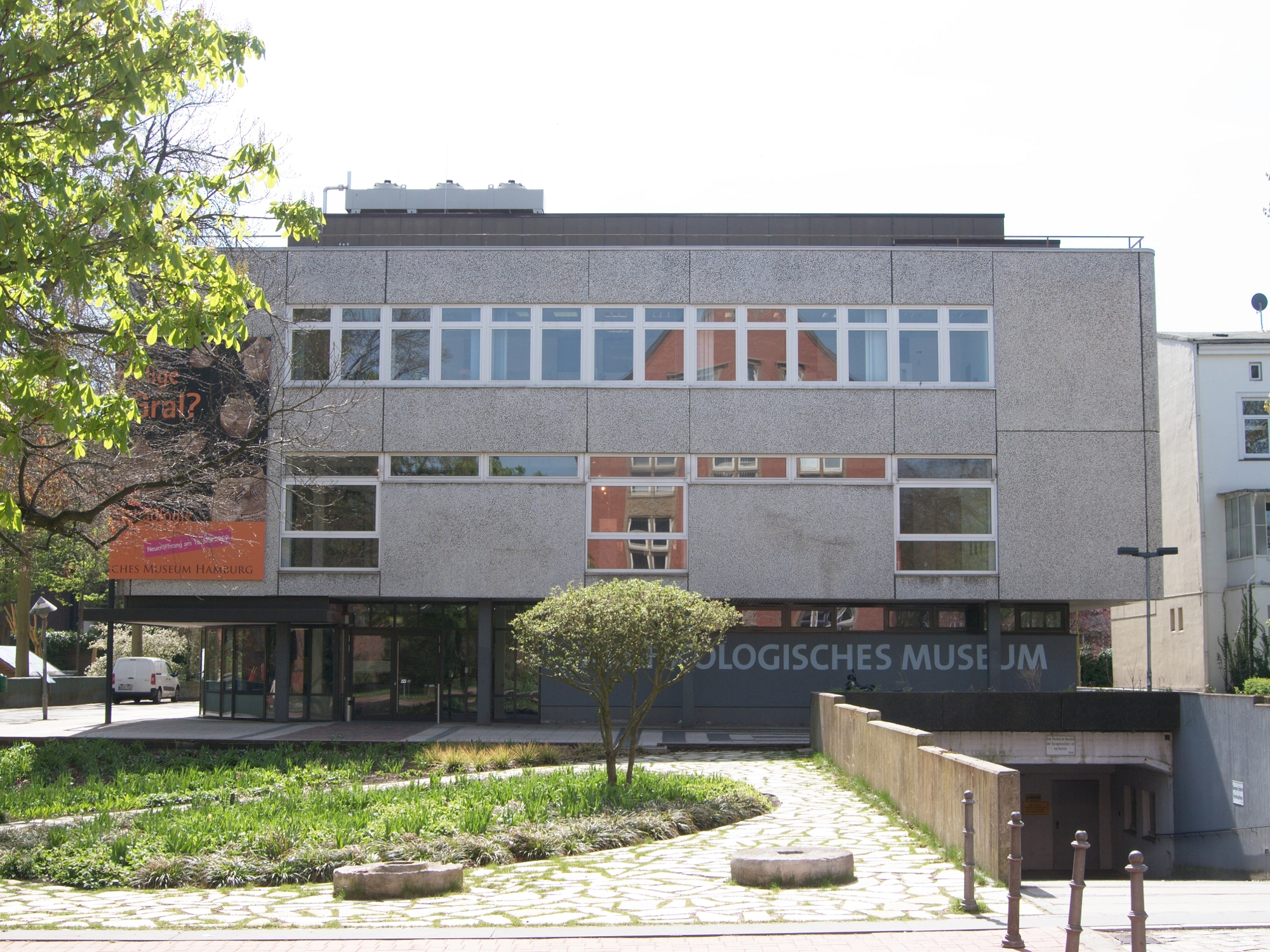
Ausstellungshaus Archäologie

Seit 1990 stand als dritte Fläche für die Stadtgeschichte und Sonderausstellungen die Feuerwache Harburg zur Verfügung. 1999 wurde das Helms-Museum in eine Stiftung öffentlichen Rechts umgewandelt und erhielt den Namen Helms-Museum. Hamburger Museum für Archäologie und die Geschichte Harburgs. Am 1. Januar 2008 in die Stiftung Historische Museen Hamburg überführt und trägt seither den Namen Archäologisches Museum Hamburg | Helms-Museum. Ab Herbst 2008 erfolgte eine grundlegende Neugestaltung der archäologischen Dauerausstellung. Während der Umbauphase wurden eine kleine Ausstellung und die museumspädagogischen Aktivitäten in einem eigens angemieteten Ladenlokal im benachbarten Einkaufszentrum Harburg Arcaden fortgeführt. Am 14. Mai 2009 erfolgte die Eröffnung der kinder- und familiengerecht gestalteten archäologischen Dauerausstellung. Zugleich wurde die stadtgeschichtliche Ausstellung in der Feuerwache geschlossen und in die Räume des Haupthauses verlegt, welches ein großzügigeres Museums- und Theaterfoyer mit Gastronomie erhielt. Zum 1. Januar 2013 wurde das Archäologische Museum Hamburg | Stadtgeschichtliche Museum Harburg Helms-Museum aus der Stiftung Historische Museen Hamburg ausgegliedert und in eine zu gründende Stiftung Helms-Museum überführt. Die Wiedereröffnung der Dauerausstellung zur Stadtgeschichte im Haupthaus ist nach einer Neukonzeption geplant.

### „Diorama der Jahrtausende“
Das über viele Jahre im Helms-Museum aufgestellte Diorama der Jahrtausende von Heino Jaeger und Harold Müller, das in 17 Bildern die landschafts- und kulturgeschichtliche Entwicklung Harburgs von der Eiszeit bis in die 1970er Jahre zeigt, wurde im Zuge der Umgestaltung der Dauerausstellung an das Altonaer Museum abgegeben.

### Direktoren des Museums
- Albert Otto Gerber (1898–1901 Konservator)
- Theodor Benecke (1903–1923 Konservator) 1923–1929 erster Direktor[19]
- Willi Wegewitz 1930–1966
- Claus Ahrens 1966–1985
- Ralf Busch 1985–2000
- Eckart Hannmann 2000–2003
- Rainer-Maria Weiss seit 2003

## Museumsverein
Der Museums- und Heimatverein Harburg Stadt und Land ist Förderverein des Archäologischen Museums Hamburg und Mitherausgeber der Zeitschriften Harburger Jahrbuch und Helms-Museum Aktuell. Wie das Museum konzentriert sich der Verein auf die beiden Schwerpunkte Harburger Stadtgeschichte und Archäologie. Der Verein organisiert Exkursionen und bietet archäologisch Interessierten die Möglichkeit an Grabungen mitzuwirken. Der Schwerpunkt der stadtgeschichtlichen Arbeit konzentriert sich auf die Industriegeschichte Harburgs.

## Herausgeberschaft
- Helms-Museum – Hamburgisches Museum für Vor- und Frühgeschichte – Informationsblatt. Helms-Museum, Hamburg seit 1973.
- Harburger Jahrbuch. (Hrsg.) zusammen mit Museums- und Heimatverein Harburg-Stadt und -Land e. V., Hamburg-Harburg seit 1938 ISSN 0722-6055.
- Hammaburg – vor- und frühgeschichtliche Forschungen aus dem niederelbischen Raum. (Hrsg.) zusammen mit Hamburger Vorgeschichtsverein e. V., Wachholtz, Neumünster seit 1948 ISSN 0173-0886.
- Helms-Museum Aktuell. Mitteilungen des Museums- und Heimatvereins Harburg-Stadt und -Land e. V., Helms-Museum. Seit 2005.